# Christian Hoppenstock
Christian Hoppenstock (* 16. Dezember 1859 in Hameln; † 6. Juni 1936 ebenda) war ein deutscher Maurer und Politiker (SPD).

## Leben
Hoppenstock war seit 1896 Maurer in Bad Salzuflen. Er war evangelischer Konfession und verheiratet. Er war ein führender Partei- und Gewerkschaftsfunktionär in Salzuflen. 1901 war er Mitbegründer und erster Vorsitzender der SPD in Salzuflen. Bei der Landtagswahl in Lippe 1919 kandidierte er auf Platz 12 der SPD-Liste für den Landtag Lippe. Nachdem Heinrich Pieper am 8. November 1919 sein Mandat niedergelegt hatte, rückte er in den Landtag nach, dem er bis zum Ende der Wahlperiode 1921 angehörte. 1920 bis 1928 war er Stadtrat in Salzuflen.